# Monte Gariglione
Monte Gariglione este o arie protejată (arie specială de conservare — SAC, sit de importanță comunitară — SCI) din Italia întinsă pe o suprafață de 608 ha, integral pe uscat.

## Localizare
Centrul sitului Monte Gariglione este situat la coordonatele 39°08′25″N 16°39′37″E / 39.140278°N 16.660278°E.

## Înființare
Situl Monte Gariglione a fost declarat sit de importanță comunitară în septembrie 1995 pentru a proteja 8 specii de animale. Situl a fost protejat și ca arie specială de conservare în aprilie 2016.

## Biodiversitate
Situată în ecoregiunea mediteraneană, aria protejată conține 4 habitate naturale: Păduri de pin (sub-) mediteraneene cu pini negri endemici, Păduri de fag din Apenini cu Abies alba și păduri de fag cu Abies nebrodensis, Pajiști uscate seminaturale și facies de acoperire cu tufișuri pe substraturi calcaroase (Festuco-Brometalia) (* situri importante pentru orhidee), Liziere de ierburi înalte hidrofile de câmpie și de nivel montan până la alpin.
La baza desemnării sitului se află mai multe specii protejate:
- păsări (1): ciocănitoare neagră (Dryocopus martius)
- amfibieni (2): Bombina pachypus, Salamandrina terdigitata
- mamifere (3): liliac cârn (Barbastella barbastellus), lupul (Canis lupus), liliac comun (Myotis myotis)
- nevertebrate (2): Cordulegaster trinacriae, Cucujus cinnaberinus

Pe lângă speciile protejate, pe teritoriul sitului au mai fost identificate 28 de specii de plante, 4 specii de amfibieni, 6 specii de mamifere, 6 specii de nevertebrate, 5 specii de reptile.